# Glattburg (Niederglatt)
Die Glattburg, auch Gielen-Glattburg, ist eine Burgstelle an der Glatt bei Niederglatt zwischen Niederwil und Flawil in der heutigen Gemeinde Oberbüren in der Ostschweiz.
Die Glattburg war Stammsitz des Ministerialengeschlechts der Giel und ein Lehen des Abts von St. Gallen.
Sie wurde 1403 von den Appenzellern zerstört, aber wieder aufgebaut. 1485 erfolgte die Zerstörung durch die Burgauer und Flawiler,
ein Jahr später veräusserten die Giel unter wirtschaftlichem Druck ihre Herrschaft Glattburg.
Ein Teil der Ruine stürzte im 16. Jahrhundert in die Tiefe. Der Rest diente 1732 dem Kirchenbau in Niederwil. Heute sind noch letzte Fundamentreste der Burg zu erkennen.